# Snittadiantum
Snittadiantum (Adiantum raddianum) är en flerårig ormbunke i släktet Adiantum och familjen kantbräkenväxter. Den beskrevs av Karel Bořivoj Presl i Tentamen Pteridographiæ (1836).

## Utbredning
Arten förekommer i vilt tillstånd i tropiska delar av Amerika, från södra Mexiko till norra Argentina. Den odlas som krukväxt och till snitt, och har med människans hjälp införts till andra tropiska områden, som sydöstra Afrika och Indien.